# New York/New Jersey MetroStars 1996
 Questa voce raccoglie le informazioni riguardanti il New York/New Jersey MetroStars nelle competizioni ufficiali della stagione 1996.

## Stagione
I New York/New Jersey MetroStars terminarono il campionato al 3º posto di Eastern Conference e al 7º nella classifica generale. Qualificati ai play-off, persero in semifinale contro il D.C. United, futuri campioni dell'edizione, allo spareggio. I Metrostars vinsero l'andata agli shootout, ma persero la gara di ritorno.

## Maglie e sponsor
| Casa | Trasferta |

## Rosa
| N. |                        | Ruolo | Calciatore              |
| -- | ---------------------- | ----- | ----------------------- |
| 1  | Stati Uniti (bandiera) | P     | Tony Meola              |
| 2  | Stati Uniti (bandiera) | D     | Jeff Zaun               |
| 3  | Stati Uniti (bandiera) | C     | Matt Knowles            |
| 4  | Irlanda (bandiera)     | C     | Ian Hennessy            |
| 5  | Italia (bandiera)      | D     | Nicola Caricola         |
| 6  | Stati Uniti (bandiera) | C     | Damian Silvera          |
| 7  | Italia (bandiera)      | C     | Roberto Donadoni        |
| 8  | Messico (bandiera)     | C     | Edmundo Rodriguez       |
| 9  | Stati Uniti (bandiera) | C     | Peter Vermes (capitano) |
| 10 | Stati Uniti (bandiera) | C     | Tab Ramos               |
| 11 | Colombia (bandiera)    | A     | Antony de Ávila         |

| N. |                        | Ruolo | Calciatore        |
| -- | ---------------------- | ----- | ----------------- |
| 12 | Stati Uniti (bandiera) | C     | Ted Gillen        |
| 13 | Stati Uniti (bandiera) | C     | Manny Lagos       |
| 14 | Stati Uniti (bandiera) | C     | Chris Unger       |
| 15 | Stati Uniti (bandiera) | D     | Rhett Harty       |
| 16 | Argentina (bandiera)   | C     | Cristian da Silva |
| 17 | Colombia (bandiera)    | A     | Giovanni Savarese |
| 18 | Stati Uniti (bandiera) | P     | Zach Thornton     |
| 19 | Stati Uniti (bandiera) | C     | Miles Joseph      |
| 20 | Stati Uniti (bandiera) | D     | Andrew Restrepo   |
| 22 | Stati Uniti (bandiera) | A     | A. J. Wood        |
| 23 | Stati Uniti (bandiera) | A     | Rob Johnson       |

## Risultati

### Major League Soccer

#### Play-off
| Arbitro: | Baharmast |

|                           |                |                          |
| de Ávila 38’ Savarese 75’ | Marcatori      | 24’ Díaz Arce 56’ Moreno |
|                           | Shootout 6 – 5 |                          |

| Arbitro: | Tamberino |

|                |           |  |
| Etcheverry 72’ | Marcatori |  |

| Arbitro: | Hall |

|                                 |           |              |
| Rammel 67’ Díaz Arce 89’ (rig.) | Marcatori | 86’ de Ávila |

## Statistiche

### Statistiche di squadra
| Competizione        | Punti | Totale | Totale | Totale | Totale | Totale | Totale | DR |
| Competizione        | Punti | G      | V      | S      | P      | Gf     | Gs     | DR |
| ------------------- | ----- | ------ | ------ | ------ | ------ | ------ | ------ | -- |
| Major League Soccer | 39    | 32     | 12     | 3      | 17     | 45     | 47     | -2 |
| Play-off            | -     | 3      | 0      | 1      | 2      | 3      | 5      | -2 |
| Totale              | -     | 35     | 12     | 4      | 19     | 48     | 52     | -4 |